# William Wallace

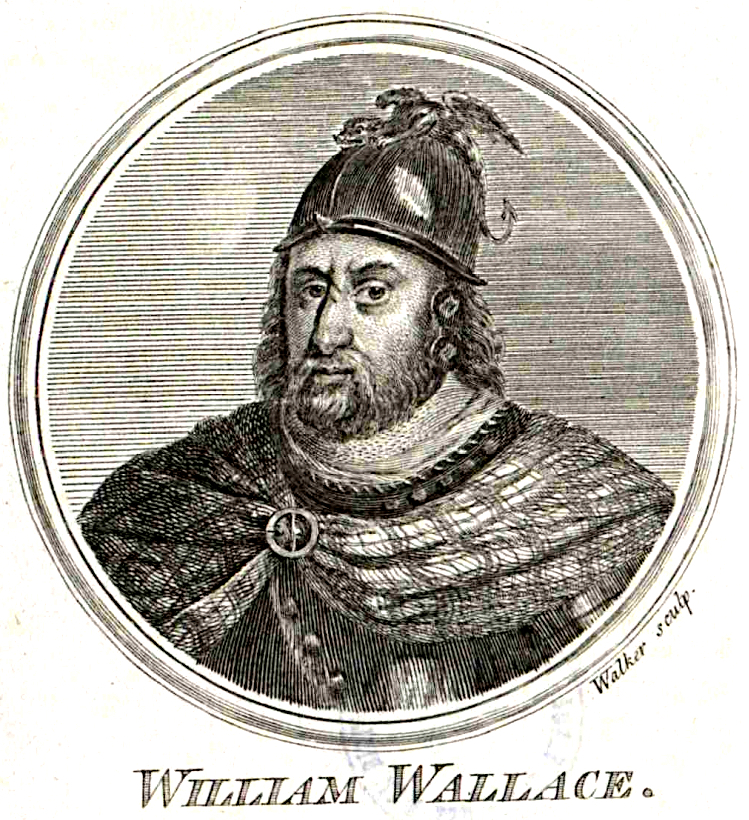
William Wallace (historisierende Darstellung des 17./18. Jahrhunderts)

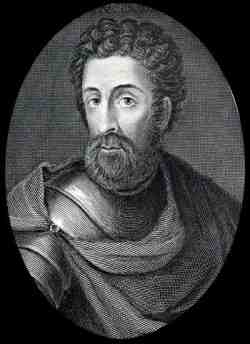
William Wallace (Kupferstich des 18. Jahrhunderts)

Sir William Wallace, in mittelalterlichem Gälisch: Uilliam Uallas; modernem Gälisch: Uilleam Uallas; Lateinisch: Guillelmus Walois de Scotia miles; Französisch: William Walleys (* um 1270 vermutlich in Elderslie bei Johnstone, Schottland; † 23. August 1305 in London, England), war ein schottischer Freiheitskämpfer.
Sein Leben wurde 1995 im Historiendrama Braveheart unter der Regie und Darstellung von Mel Gibson verfilmt.

## Person
Das Geburtsdatum von Wallace und sein Geburtsort sind nicht eindeutig geklärt. Wallace soll zwischen 1270 und 1280 geboren sein. In einem Geschichtswerk des 16. Jahrhunderts, History of William Wallace and Scottish Affairs, wird das Geburtsjahr mit 1276 angegeben. Auch über den Geburtsort gibt es verschiedene Aussagen, traditionell überliefert ist Elderslie in der Nähe von Johnstone in Renfrewshire, alternativ wird seine Herkunft aus Ellerslie in Ayrshire behauptet. Gegen Ellerslie wird dabei ins Feld geführt, dass es erst im 19. Jahrhundert erwähnt wird (als Bergbausiedlung), während Elderslie deutlich früher erwähnt wurde. Fest steht lediglich, dass sein erster Kampf im Umkreis von je 30 Meilen um beide Siedlungen stattfand.

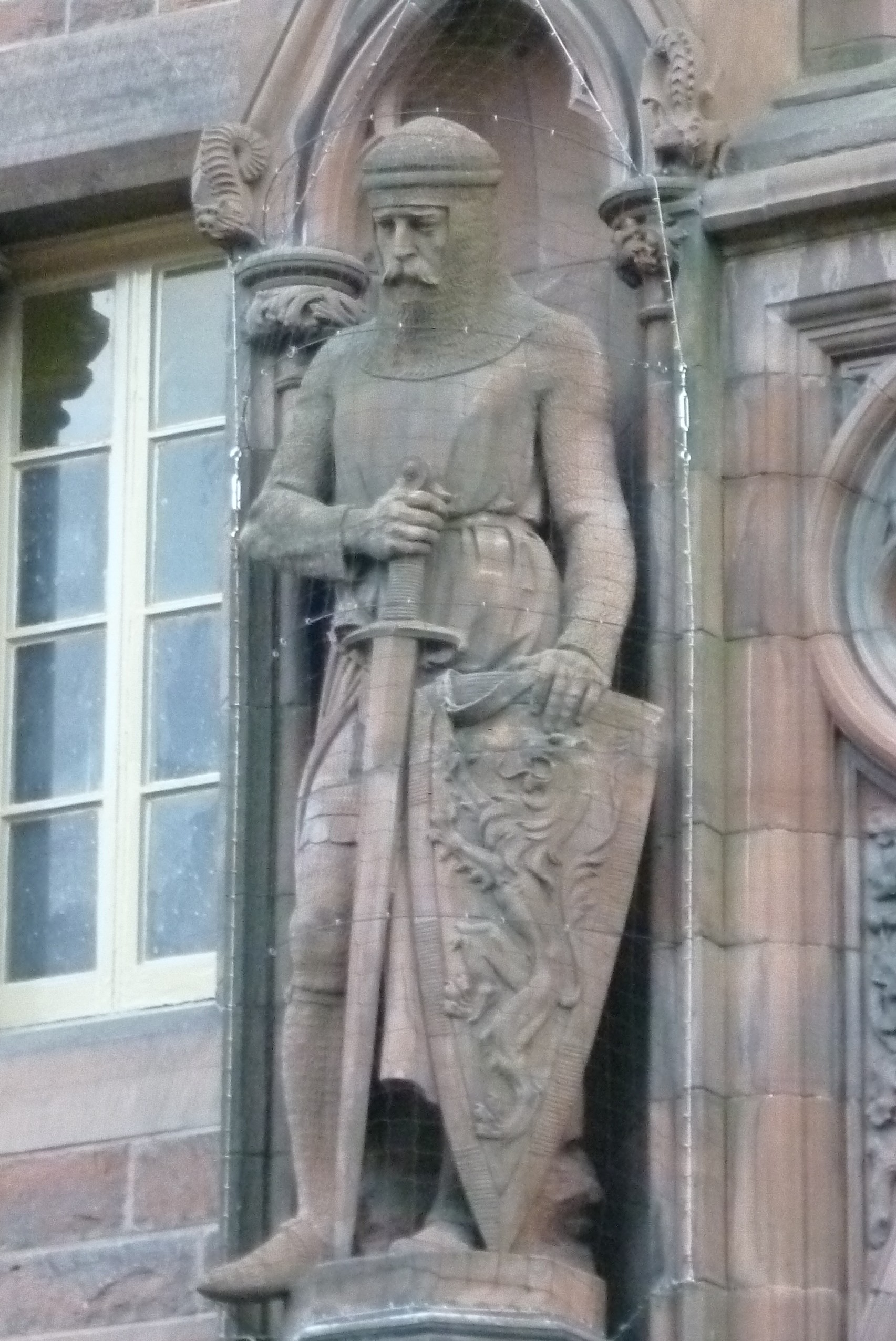
William-Wallace-Standbild an der Scottish National Portrait Gallery, Edinburgh

Der Historiker Norman Davies hält es für möglich, dass er aus einer cumbrischen Familie des ehemaligen Königreichs Strathclyde entstammt, da sein Nachname Wallace (Uallas) „Waliser“ bedeutet. Inzwischen konnte anhand eines erhaltenen Siegels zweifelsfrei belegt werden, dass Alan Wallace, ein Ritter aus Riccarton bei Galston in Ayrshire, sein Vater war.
Weiteres ist zu seiner Person nicht belegt. Blind Harry erfand im späten 15. Jahrhundert für sein episches Werk The Wallace eine Jugendgeschichte, die die Entwicklung Williams zum schottischen Freiheitskämpfer erklären sollte. Laut Harry verbrachte Wallace eine gewisse Zeit seiner Jugend bei seinem Onkel Argheim, einem Kleriker, in Cambuskenneth Abbey bei Stirling, wo er lesen und schreiben lernte.
Über Wallaces Körpergröße wird in zeitgenössischen Quellen spekuliert. Bower zufolge betrug seine Körpergröße zwei Meter.

## Historische Bedeutung

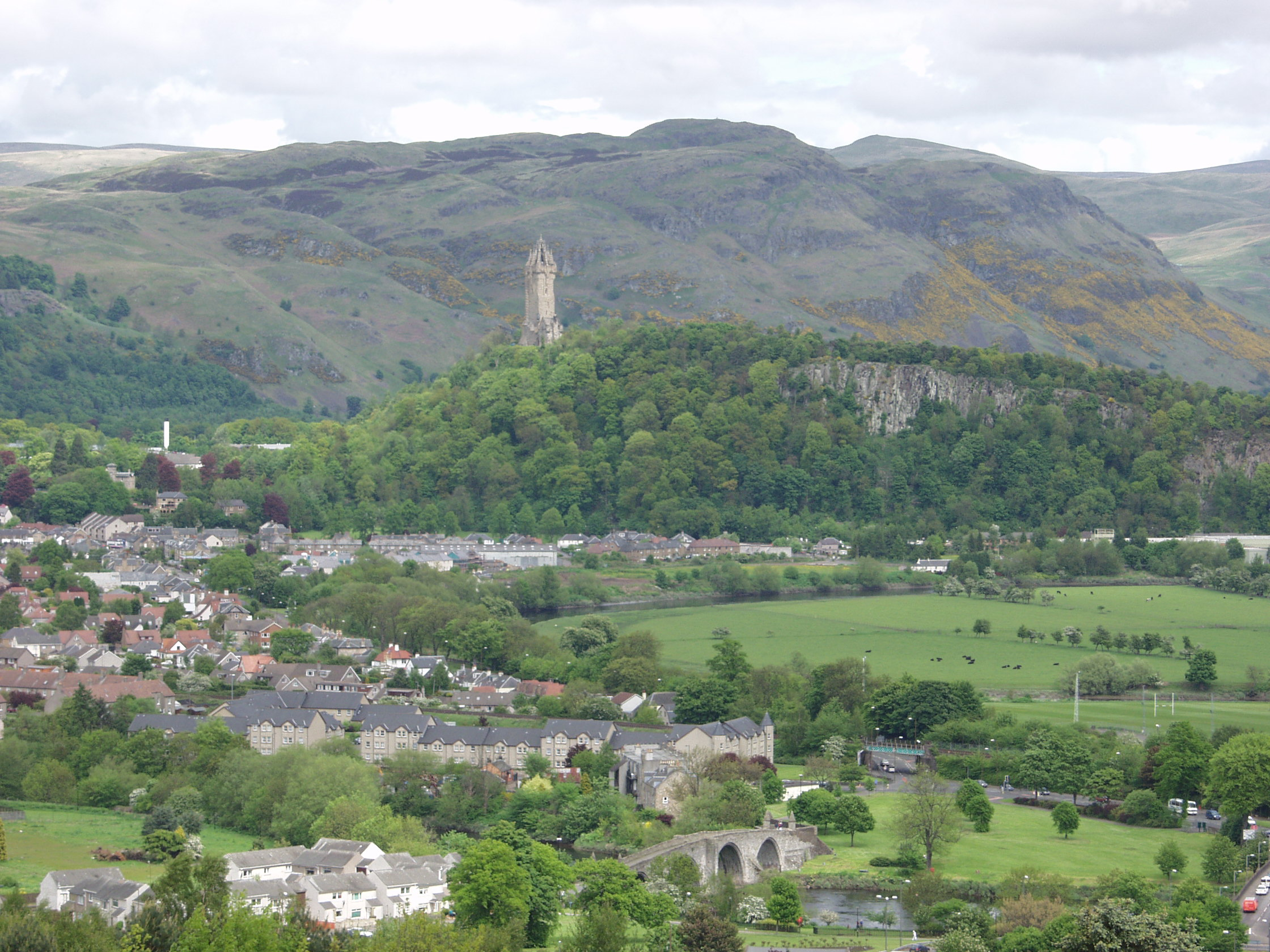
Blick von Stirling Castle auf die Stadt und das Wallace Monument

William Wallace war einer der Anführer des Widerstandes gegen Eduard I. von England (Edward Longshanks), der die Oberherrschaft über Schottland beanspruchte und den schottischen König John de Balliol 1296 zur Abdankung gezwungen hatte. Gemeinsam mit Andrew de Moray fügte Wallace am 11. September 1297 in der Schlacht von Stirling Bridge den englischen Truppen unter John de Warenne eine vernichtende Niederlage zu, bei der Moray jedoch schwer verwundet wurde. In der Folge vertrieben die beiden nun die Reste der englischen Administration aus Schottland und wurden vom schottischen Adel als Guardians of the Realm zu Regenten Schottlands im Namen des in englischer Gefangenschaft befindlichen Königs John Balliol proklamiert. Wallace wurde zudem in Selkirk zum Ritter geschlagen. Wallace führte sogar, möglicherweise gemeinsam mit Malise, Earl of Strathearn, einen Plünderungszug durch die englischen Grafschaften Northumberland und Cumberland aus. Aus dieser Zeit, nämlich vom 11. Oktober 1297, stammt die einzige erhaltene Urkunde, die auf William Wallace und Andrew Moray als Aussteller zurückgeht und mit der sie den Hansestädten Hamburg und Lübeck freien Verkehr mit allen schottischen Häfen zusagten. Sie wird im Archiv der Hansestadt Lübeck verwahrt. Schon am 22. Juli 1298 wurde er von Eduard I. in der Schlacht von Falkirk besiegt. Als Konsequenz aus der Niederlage trat Wallace von seinem Amt als Guardian zurück und hielt sich zeitweise in Frankreich auf. Seine Nachfolger als Guardians wurden Robert the Bruce, 4. Earl of Carrick, und John III. Comyn, Neffe des John Balliol.

## Hinrichtung

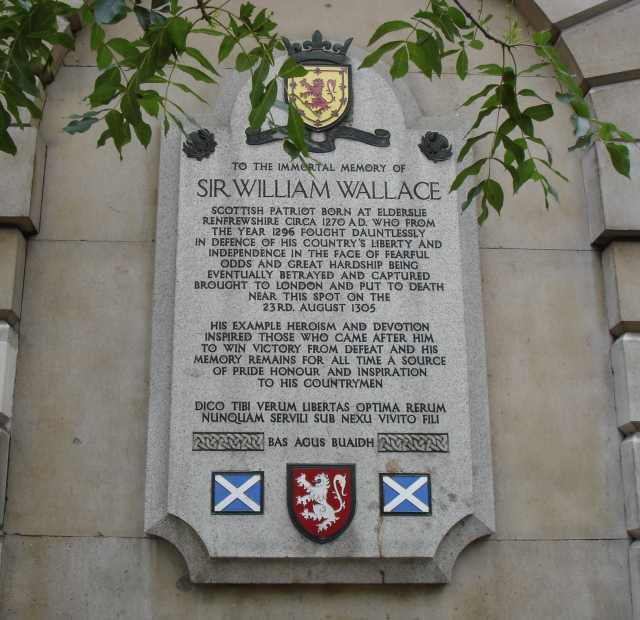
Diese Tafel wurde am Ort seiner Hinrichtung aufgestellt

Sir William Wallace wurde gegen eine hohe Belohnung von Sir John de Menteith, dem Burgherrn von Dumbarton Castle, verraten. Gefangen genommen wurde Wallace am 5. August 1305 in Robroyston bei Glasgow. Kurz darauf wurde er an ein Pferd gebunden und auf einer zweiwöchigen Reise nach London verschleppt. Dort wurde er des Hochverrats angeklagt und zum Tode durch Hängen, Ausweiden und Vierteilen verurteilt. Dies war bis ins frühe 19. Jahrhundert in Großbritannien die festgeschriebene Strafe für Verrat am König. Die Hinrichtung fand am 23. August 1305 statt.
Laut einem Chronisten musste er an ein Pferd angebunden mehrere Stunden lang nackt durch die Straßen Londons laufen, während die Bewohner ihn mit Steinen bewarfen. Anschließend wurde Wallace zuerst fast bis zum Tode gehängt, dann noch lebend kastriert und ausgeweidet – die entfernten Körperteile und Innereien wurden vor den Augen des Verurteilten und der Zuschauer verbrannt. Der Legende nach soll er noch unter der Folter seinen Peinigern zugerufen haben, dass er Schotte sei und Longshanks nicht als seinen König anerkenne, bevor er schließlich seinen Qualen erlag. Ebenfalls als Legende überliefert sind die Worte: „Ihr englischen Hunde ihr, verweichlichte Huren seid ihr, küsst meinen schottischen Hintern und seid stolz darauf, dies tun zu können, etwas Besseres kann einem jämmerlichen Engländer nicht passieren!“ Wallaces Körper wurde zerstückelt: Seine Arme und Beine wurden als Abschreckung nach Newcastle, Berwick-upon-Tweed, Stirling und Perth geschickt. Sein Kopf wurde auf der London Bridge aufgespießt.
Eine Gedenktafel am St Bartholomew’s Hospital in Smithfield erinnert an den Ort seiner Hinrichtung.

## Würdigungen

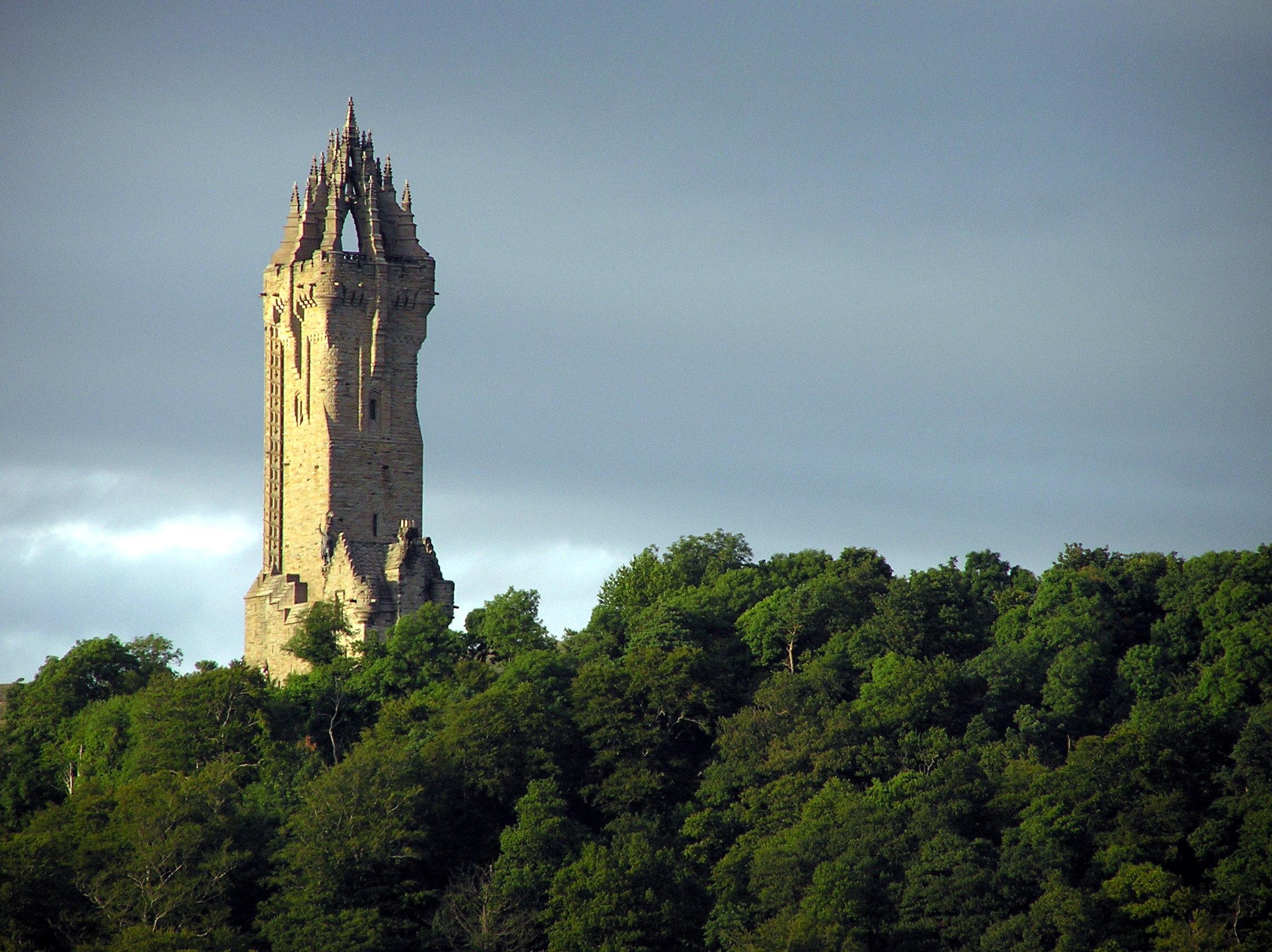
Das Wallace Monument

Das Wallace Monument ist ein 67 Meter hoher Turm, der 1869 bei Stirling zum Gedenken an den schottischen Nationalhelden errichtet wurde. Das Monument ist heute eine wichtige Touristenattraktion. Dort ist auch das Schwert zu sehen, das William Wallace geführt haben soll. Der Legende nach soll er mit diesem Schwert 50 berittene Soldaten nacheinander getötet haben.
Patriotische Schotten verehren den Volkshelden und Märtyrer dagegen an beschaulicheren Orten, etwa dem Caledonian Temple of Fame oberhalb von Dryburgh/Scottish Borders.
Eine Steinstatue von Wallace steht am Eingangstor von Edinburgh Castle in der Nähe einer ähnlichen Statue von Robert the Bruce.

## Rezeption
- Das Gedicht The Wallace von Blind Harry von 1477 schildert sein Leben mit einigen Freiheiten und war sehr populär.
- Der Schriftsteller G. A. Henty veröffentlichte 1885 den historischen Roman In Freedom's Cause: A Story of Wallace and Bruce.
- Das Leben William Wallaces war Vorlage für den US-amerikanischen Spielfilm Braveheart von 1995 mit Mel Gibson in der Titelrolle. Dieser Film enthält jedoch aus dramaturgischen Gründen eine Reihe historischer Ungenauigkeiten.
- William Wallace ist im Spiel Age of Empires II Teil einer Lernkampagne der Spielmechanismen.
- Im Spiel Medieval 2: Total War tritt William Wallace in der sogenannten Britannia-Kampagne in Erscheinung; in dieser führt er als schottischer Freiheitskämpfer gut gerüstete Bauerntruppen an.
- Im PC-Spiel Highland Warriors ist William Wallace eine der Hauptfiguren; ihm ist eine eigene Kampagne über acht Missionen gewidmet.
- Der Song The Clansman aus dem Album Virtual XI (1998) der britischen Heavy-Metal-Band Iron Maiden ist „aus der Sicht“ von William Wallace geschrieben.
- Die deutsche Heavy-Metal-Band Grave Digger widmete Wallace auf ihrem Konzept-Album über die schottische Geschichte, Tunes of War den Song William Wallace (Braveheart).
- Die schwedische Metal-Band Civil War befasst sich im Lied Braveheart mit William Wallace.